# أليا سابور
أليا سابور (باللغة إنكليزي:Alia sabur) (بالغة الفارسية: عالیه صبور) مواليد 22 شباط 1989 مدينة نيويورك، سجلت في 19 شباط/فبراير 2008 في كتاب غينيس كأصغر دكتورة في العالم[ ؟ ]،  بدلاً من كولين ماكلورين تلميذ العالم الشهير اسحق نيوتن منذ عام 1717.
نالت إليا بكلوريوس في الرياضيات من جامعة ستوني بروك في سن الرابعة عشر، بعدها حازت على الماجستير والدكتوراه من جامعة دركسل وهي في سن التاسعة عشر، كانت تُدرس في الجامعة الجنوبية في نيو أوريلينز الأمريكية[ ؟ ]، وانتقلت الآن لتُدرّس في جامعة كونكوك الكوريّة الجنوبيّة.

## وصلات خارجية
- الموقع الرسمي لأليا سابور